# Charles Talbot, 1:e hertig av Shrewsbury

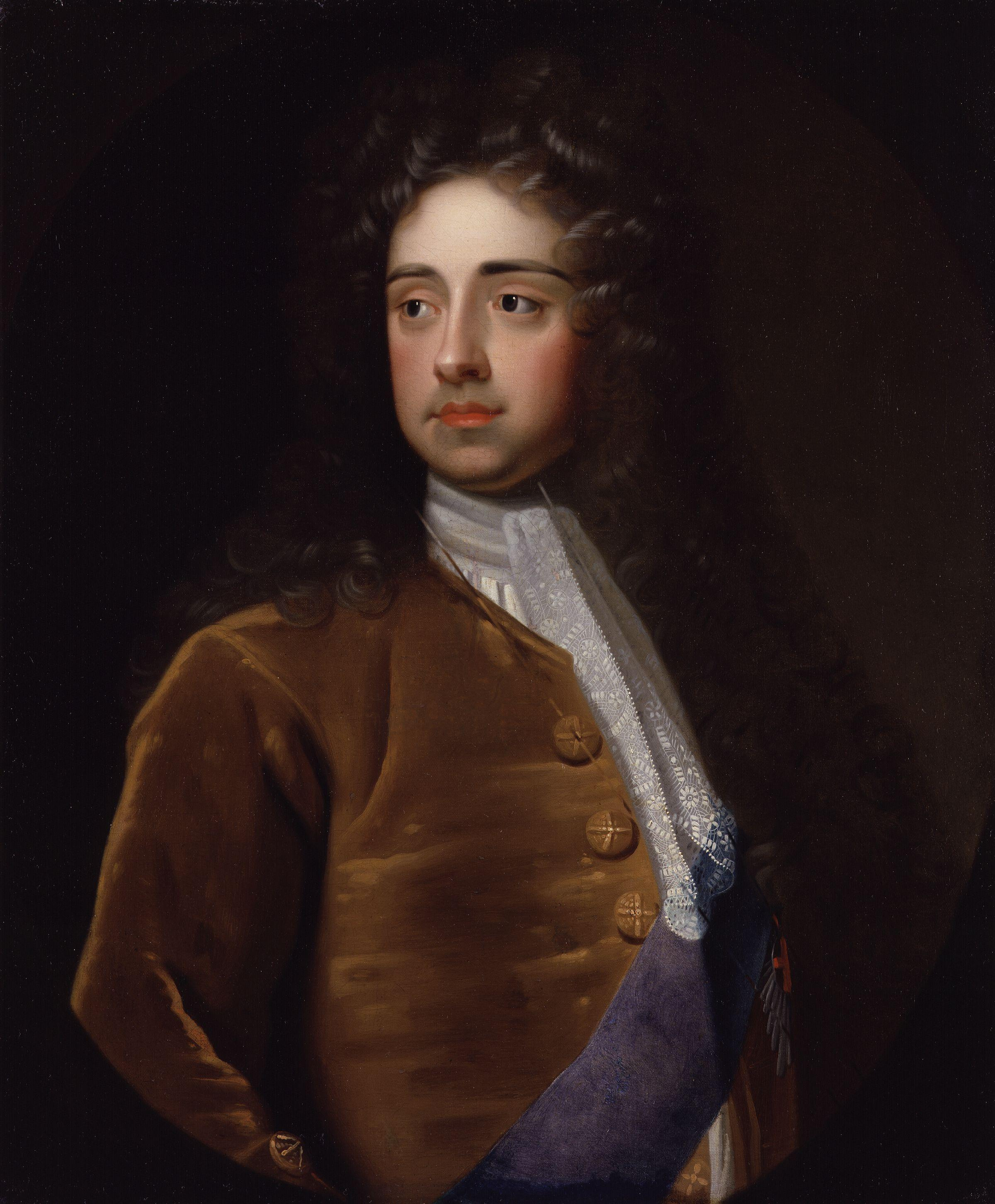
Charles Talbot, 1:e hertig av Shrewsbury.

Charles Talbot, 12:e earl och 1:e hertig av Shrewsbury, född 24 juli 1660, död 1 februari 1718, var en engelsk ämbetsman och hovfunktionär.
Shrewsbury, som ärvde earlvärdigheten 1668, då hans far föll i duell med hertigen av Buckingham, övergick 1679 till engelska kyrkan och var hovman först hos Karl II, sedan hos Jakob II, men inlät sig redan 1687 i korrespondens med Vilhelm av Oranien, flydde augusti 1688 till Holland och återvände i november samma år med Vilhelm, som mars 1689 gjorde honom till statssekreterare. 
När tories följande år fick överhand i rådet, avgick Shrewsbury, som för övrigt uppgavs ha närmat sig jakobiterna. Han var åter statssekreterare 1694–1698, upphöjdes 1694 till markis av Alton och hertig av Shrewsbury, därefter överkammarherre till 1700, då han av hälsoskäl begav sig på utrikes resor och bland annat bodde flera år i Rom. Här umgicks han med stadens ledande filosofer och aristokrater och då inte mist med den kulturellt högtstående påven Clemens XI, vilken uppskattade Shrewsbury mycket. I Rom utvecklade Shrewsbury sin pessimistiska levnadsfilosofi som gick ut på att alla mänskliga strävanden – främst då politiskt arbete – i slutänden är meningslösa. Senare tiders spekulationer om att Shrewsbury i Rom återvände till romersk-katolska kyrkan har inte kunnat beläggas.
Hemkommen 1707, avlägsnade sig Shrewsbury alltmer från whigpartiet, och han spelade 1710 en mycket framträdande roll vid det systemskifte, som bragte tories till makten i drottning Annas råd. Samma år blev han åter överkammarherre, var 1712–1713 ambassadör i Paris och därpå lordlöjtnant på Irland samt utsågs 30 juli 1714 av den döende drottningen till riksskattmästare, på vilken post han efter drottningens två dagar senare timade död genomförde den hannoverska tronföljdens definitiva erkännande. 
Shrewsbury blev i oktober 1714 Georg I:s överkammarherre, men avgick av hälsoskäl redan i juli 1715. Han var en man med sällsport vinnande personlighet, kallades av Vilhelm III "hjärtanas konung" och av Swift "nationens gunstling", men sjuklighet och ett grubblande lynne gjorde honom vankelmodig i politiken. Dock utövade han vid kriserna 1688, 1710 och 1714 avgörande inflytande, varvid han emellertid av brist på uthållighet avstod för egen del från den politiska maktställning, som syntes stå öppen för honom. Hans Correspondence utgavs 1821 av William Coxe.